# Graciela Castillo
Graciela Castillo, née en 1940 à Córdoba, est une compositrice argentine de musique électroacoustique.

## Biographie
Dans le milieu des années 1960, elle faisait partie d'un groupe de compositeurs qui ont créé le Centre de musique expérimentale (Centro de Música Experimental) à l'Université nationale de Córdoba. Elle a composé de la musique au centre, et plus tard a accepté un poste de professeur de composition et d'analyse musicale à l'Université nationale,,.

## Œuvre
Les œuvres sélectionnées incluent :
- Concreción de 65 ans, la musique concrète sur la bande, 1965
- Y así époque, pour bande magnétique, 1982
- Diálogos pour deux voix, machines à écrire, des radios, et des percussions
- Homenaje a Eliot, de travail ouvert pour les voix, concrète des sons et de la musique de théâtre actions, à la fois en 1965
- Colores y sics, concrète de la musique pour les peintures De José De Monte, en 1966
- Estudio sobre mi voz pour les bandes, 1967
- Estudio sobre mi voz II pour les bandes, 1967
- Tres estudios concretos, pour bande magnétique, 1967
- El Pozo, version originale pour voix, deux instruments à vent, machines à écrire et de percussion, 1968 (le score a été publié dans John Cage's book Notations), deuxième version pour instruments et bande, autour de en 1969
- Memorias, une série de trois pièces électroacoustiques pour bande (La"casa grande", "Mémoires" et "memorias II"), 1991
- Tierra de bande en 1994
- Iris en los espejos pour les bandes, 1996
- Iris en los espejos II pour piano, claviers et sons transformés, 1996
- De objetos y desvíos pour les bandes, 1998-99
- Los 40 pianos de San Francisco pour piano préparé et sons transformés en 1999
- Alma mía pour bande en 2000
- Ofrenda pour flûte et sons transformés, 2001
- Ofrenda II pour flûte et sons transformés, 2001
- Retorno al fuego, pour bande magnétique, 2002
- La vuelta (Tango), pour bande magnétique, 2002[4]